# ATV (televízióadó)
Az ATV (korábban Agro TV, majd ATV 47 és Magyar ATV) egy bejegyzett magyarországi televíziós társaság, az első magyar magán-tévécsatorna. 1990 óta sugározza műsorait. A csatorna 2003 óta a Hit Gyülekezete érdekeltségébe tartozó cégek többségi tulajdonában van. Vezérigazgatója Németh S. Szilárd.

## Története
Az ATV 1990 szeptemberében kezdte kísérleti sugárzását Agro TV néven, agrárcsatornaként vidéki körzeti stúdiókból. Öt kísérleti adás készült, szombaton 6 és 13 óra között, a műsoridőn az TV2-vel osztoztak. Ezután anyagi okokból a stáb nem tudta folytatni, de 1991. október 5-től videokazettás terjesztéssel igen, a napi 4 órás konzervműsor ötmillió embert ért el.
Az akkori törvényelőírások szabta keretek között 1995-től Budapest 50 kilométeres vételkörzetében az UHF sáv 47-es frekvenciáján fogható adóként üzemelt ATV 47 néven. 1999-ben nevét Magyar ATV-re változtatták, majd 2000 februárjában felkerült műholdra, illetve a kábelhálózatokra. Egyes kábelhálózatoknál a csatornát az ekkor megszűnt TV3 helyére tették, onnan került át a népszerű reggeli műsor, a Nap-kelte is, amely 2002-ben visszakerült a köztévére.
A 2003-as évben tulajdonosváltás következett be, amellyel egyidőben elkezdődött egy szervezeti átalakítás, illetve elindult egy új műszaki és infrastrukturális beruházás is. A televízió részvényeinek felét 2003 augusztusában felvásárolta egy, a Hit Gyülekezetéhez közel állónak mondott[forrás?] befektetői konzorcium. A tulajdonosváltást követően Székely Ferenc lett a programigazgató. Az új tulajdonosi kör 2004 tavaszán a tévé korábbi logóját és arculatát is lecserélte, azonban közéleti jellegét megtartotta, később pedig meg is erősítette azt. Az új tulajdonosok révén a keresztény (pünkösdi-karizmatikus) vonal is megerősödött.[forrás?]
2005 végén ismét, ezúttal jelentős strukturális átalakításon és arculatváltáson esett át. A csatorna neve ATV-re rövidült. Szabó Stein Imre, az RTL Klub korábbi kommunikációs igazgatója lett az új programigazgató, számos politikai és közéleti műsorral bővült, valamint az eggyel korábbi logója is ekkor született. Az akkori arculatot és műsorokat 2006. január 8-án vezették be, valamint szintén 2006 elején új székházba, az egykori Kőbánya Mozi felújított és teljesen átalakított épületébe költözött.
2010. január 18-án elindult az ATV nagy felbontású (HD) adása, amely az indulása óta a ONE kábeltévén érhető el, ma már a Telekom (T-Home) és a Digi kínálatában is megtalálható.
2019. január 2. óta a csatorna reklámidejét az Atmedia értékesíti.
2025 júniusában beígérték, hogy a médium élőben fogja közvetítetni a június 28-i, 30. Budapest Pride-ot, mely a főváros minden addiginál nagyobb pride-ja lett, de a beígért élő közvetítés indoklás nélkül elmaradt, a csatorna pedig utóbb ellentmondásos válaszokat adott az elmaradt közvetítésre; a csatorna csak a rendezvény végi felszólalásokból adott közvetítést.

## Programstruktúrája
Az ATV programstruktúrájának meghatározó eleme a hír és közélet. Hétköznapokon ez képezi a fő műsoridő gerincét, és ez adja a csatorna sajátos, rá jellemző karakterét, amit az ATV ismert „médiaszemélyiségekkel” valósít meg. A hétvégi struktúrában emellett helyet kapnak egyes szórakoztató műsorok és családi filmek éppúgy, mint életmódmagazinok vagy bizonyos női műsorok. További elemei a műsorstruktúrának az új tulajdonosi körrel érkezett keresztény adások: a 700-as Klub reggelente magyar szinkronnal jelentkező adásai, valamint a Hit Gyülekezete Vidám Vasárnap elnevezésű, vasárnap délelőttönkénti közös istentisztelete, melyet a televízió sugároz.
2008. szeptemberétől tovább bővült az esti hírfolyam: újabb híradók kerültek képernyőre. Jelenleg hétköznaponkét 6 híradót sugároz a csatorna. Reggel 6:00-kor egy 20 perces, 7:00-kor egy rövid, 5 perces és 8:55-kor egy 10 perces Híradót láthatnak. Este 17:25-kor 20, 18:45-kor 30, majd 19:55-kor egy öt perces Híradót láthatnak. A Híradó műsorvezetői: Gesztesi Máté, Köböl Anita, Nemes Anna, Stohl Luca.
Az Egyenes Beszéd az ATV hétköznap esténként a 18:45-ös híradó után jelentkező közéleti, politikai műsora, melyben Szöllősi Györgyi és Rónai Egon kérdezi vendégeit az aktuális eseményekről.
Minden hétköznap jelentkezik az Aktuál 20:45-kor. Ami egy hírháttér műsor, Krug Emília, Bodacz Balázs és Dömsödi Gábor műsorvezetésével.
Az ATV-ben 2008 januárjától látható az ATV Start (korábban Reggeli Jam, majd Jam) reggeli műsor 6-tól fél 9-ig, ennek műsorvezetői Rónai Egon, Bombera Krisztina és Ignáth Márk voltak. 2014. augusztusától a Start már reggel 7-től 9-ig tartott, a műsoron belül 30 percenként láthatók rövid híradók. Napjainkban a Start minden hétköznap reggel 6:25-kor kezdődik és 8:50-kor fejeződik be, közben 7-kor látható egy rövid híradó. A Start műsorvezetői: Krug Emília, Köböl Anita, Tokár Tamás és Bodacz Balázs.
Az atv.hu Alexa.com-on mért látogatottsági értéke 20 833 (2016. június), ami hozzávetőlegesen 1,1 millió PI/hó látogatottságot jelent. 2019 januárjában az alexa.com valamint a similarweb.com alapján is a 80-90. hely között áll a leglátogatottabb magyar honlapok listájában.
A kritikai újságírás megvalósítására törekvő ATV egy vitatelevízió, ezért több műsorának az alapfilozófiája a közéleti párbaj és vitaszituáció megteremtése. Ilyen műsor például az Egri Viktor által vezetett, négyszereplős Csatt és Csatt2 vagy a Vogyerák Anikó által vezetett Öt. 

## Társadója
A csatorna vezérigazgatója Németh S. Szilárd 2018. augusztus közepén jelentette be a Hetek c. lapnak adott interjúja alapján, hogy a társasága egy új szórakoztató csatornát indít. Az ATV Extra sugárzási engedélye csak Magyarország területére szól, földi antennás, kábeles és műholdas disztribúcióval, IPTV használatával is. Napi 24 órában sugározza műsorát. A csatorna 2019. január 8-án megkezdte adását.

## Arculata
2018. március 15-én nem csak az arculat és a logó, hanem a műsorok díszlete is megújult. A csatorna hangja azóta Lutter Imre.
2021. február 22-től megváltozott az ATV Híradó és a Világhíradó főcíme.
2024. április 1-jén új arculatot kapott a csatorna.

### Logó

Az 1999 és 2004 között használt logó
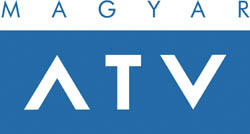
A 2004 és 2006 között használt logó
A 2006 és 2011 között használt logó
A 2011 és 2018 között használt logó
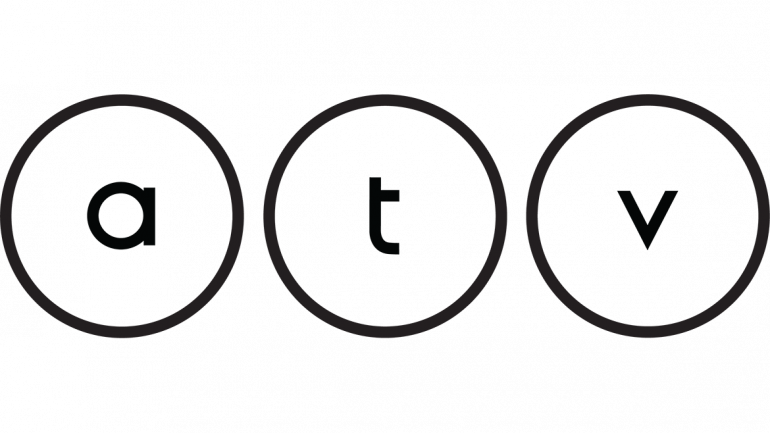
Az ATV logója 2018-tól.

## Műsorai

### Jelenlegi műsorai
| Műsor címe                 | Műsor Jellege                                  |
| -------------------------- | ---------------------------------------------- |
| A Géniusz                  | ''vetélkedő''                                  |
| Aktuál                     | "hírháttér műsor"                              |
| ATV Híradó                 |                                                |
| ATV Start                  | "reggeli politikai és közéleti vitaműsor"      |
| Civil a pályán             | "politikai vitaműsor"                          |
| Csatt                      | ”politikai vitaműsor”                          |
| Csatt.2                    | ”politikai vitaműsor”                          |
| Egyenes beszéd             | "háttérműsor"                                  |
| Europeo                    | ”A Deutsche Welle hírmagazinja”                |
| Fórum                      | "közönségvita a politikáról"                   |
| Fő az egészség             | "egészségügyi magazin"                         |
| Hazahúzó                   | "hazai üdülési magazin"                        |
| Heti Napló Fórum           | "közönségvita“                                 |
| Heti Napló Sváby Andrással | "közéleti műsor a hét aktualitásairól"         |
| Heti Világhíradó           | "hírek a világ minden részéről"                |
| Húzós                      | portréműsor                                    |
| Kőbánya Híradó             |                                                |
| Ostrom                     | A háború legfrissebb hírei                     |
| ÖT                         | politikai vitaműsor                            |
| Start plusz                |                                                |
| Új Mezőgazdasági Magazin   | "gazdasági magazin"                            |
| Vidám vasárnap             | "a Hit Gyülekezete interaktív istentisztelete" |
| #Bochkor                   | közéleti és bulvár talkshow                    |

### Megszűnt vagy szünetelő műsorok
- A 700-as klub
- A helyzet
- A nap híre
- A nő háromszor
- A Tét
- A tévé ügyvédje
- Álomsztori ("vitaműsor")
- ATV Newsroom
- Az első 48 óra után ("amerikai reality-sorozat")
- Bagi-Nacsa
- Banknegyed
- Bennfentesek
- Charme
- Csisztu 24 ("bulvárműsor")
- Doktor úr
- Doku
- Dumakabaré ("kabaréműsor")
- Egy kívánság ("humoros kívánságműsor")
- Együtt a biztonságért
- Építészet mesterei ("építészeti magazin")
- Este 9
- Esti Frizbi Hajdú Péterrel ("bulvárműsor")
- Esti kommentár
- Ez a hét
- Friderikusz
- Fogjuk a hasunkat ("gasztro-reality Nádas Györggyel")
- Global 3000 ("európai információs magazin")
- Havas a pályán ("közéleti vitaműsor Havas Henrikkel")
- Henrik angyalai ("közéleti talkshow Havas Henrikkel")
- Hírvita
- Hócipő
- Hócipő kabaré
- Humorbajnokság
- Hurrá, nyaralunk!
- Kabarépéntek ("pénteki kabaréműsor")
- Keleti szemle
- Képlet
- KIPA ("Izrael kulturális és politikai aktualitásai")
- Könyvjelző ("kulturális magazin")
- KrízShow ("színházi talkshow")
- Külvilág
- Laci bácsi konyhája ("gasztro-reality")
- Magánbeszélgetés
- MaiTÉMA
- Mancsvár
- NÉVSHOWr
- Newsroom ("Az amerikai CNN által megállapodott hírműsora")
- Otthon TV
- Pénz TV
- Sas kabaré ("zenés közéleti kabaré")
- Szabad szemmel
- Szép volt, fiúk!
- Szókincs
- Tempó
- Tetthely
- Titkos dosszié ("amerikai dokumentumfilm-sorozat")
- TV torna Norbival és Rékával ("tornaműsor")
- USA TV
- Újságíróklub
- Vakkomondor
- Valóság fővárosa
- Visszajátszás ("válogatás az ATV legnépszerűbb szórakoztató műsoraiból")
- Vissza-vonal (közönségvitás műsor)
- Voks
- Zeneexpressz

## Műsorvezetők

### Jelenlegi műsorvezetők
| Műsorvezető         | Műsorai |
| ------------------- | --- |
| Aszódi János        | Új Mezőgazdasági Magazin |
| Benke Lúcia         | Időjárás |
| Bochkor Gábor       | #Bochkor |
| Bodacz Balázs       | Aktuál, ATV Start, Start plusz (korábban: maiTÉMA, A nap híre)                                                                   |
| Dömsödi Gábor       | Fórum, Aktuál, ATV Start, Start plusz                                                                                            |
| Egri Viktor         | Csatt és Csatt.2 |
| Gavra Gábor         | ÖT |
| Gesztesi Máté       | ATV Híradó |
| Gulyás Eszter       | ATV Híradó, Fórum |
| Gundel Takács Gábor | A Géniusz, Favorit |
| Kadarkai Endre      | A nagy dilemma |
| Kocsis Andrea       | Hazahúzó |
| Köböl Anita         | ATV Híradó, ATV Start, Start plusz (korábban: A Nő háromszor)                                                                    |
| Krug Emília         | Aktuál, ATV Start, Start plusz, Civil a pályán (korábban: Egyenes Beszéd, Voks 2022, Fórum, Hírvita, Esti kommentár, A nap híre) |
| L. Dézsi Zoltán     | Hazahúzó, Retrólógus |
| Nemes Anna          | ATV Híradó, Hazahúzó |
| Németh Sándor       | Vidám Vasárnap, Hit és élet |
| Rónai Egon          | Egyenes Beszéd, Húzós, ATV Start, Start plusz (korábban: Tetthely, 500 – az ország géniusza, Csatt, Egyenes Beszéd - Voks 2024)  |
| Rozsi Marianna      | Hazahúzó |
| Somos András        | Fórum (Korábban: ATV Start, Start Plusz, Hírvita)                                                                                |
| Stohl Luca          | ATV Híradó |
| Süveges Eszter      | Időjárás, Kőbánya Híradó, Hazahúzó                                                                                               |
| Sváby András        | Heti Napló Sváby Andrással |
| Szlazsánszky Ferenc | Fórum, ATV Start, Start plusz |
| Szöllősi Györgyi    | Egyenes Beszéd, Heti Világhíradó (korábban: ATV Start, Start plusz, Egyenes Beszéd - Voks 2024)                                  |
| Tótpeti Lili        | Időjárás |
| Török Réka          | Heti Napló Sváby Andrással |
| Vogyerák Anikó      | Europeo, (korábban: A nap híre, Bennfentesek, Keleti szemle, Ostrom, ÖT)                                                         |

### Korábbi műsorvezetők
| Műsorvezető         | Műsorai |
| ------------------- | --- |
| Ábel Anita          | A nő háromszor |
| Balogh Judit        | ATV Start, Start plusz, Fórum, A nap híre, ATV Híradó, A helyzet, Heti Napló Fórum                                                   |
| Bánó András         | A Nap Híre, Külvilág |
| Bányai Viktor       | ATV Híradó |
| Benyó Rita          | Heti Fórum Benyó Ritával |
| Bombera Krisztina   | A Menedzserszövetség bemutatja: Business Menü Live Bombera Krisztinával - ALLSTARS, ATV Start, Start plusz, ATV Híradó, CNN Newsroom |
| Csisztu Zsuzsa      | Csisztu 24, A nő háromszor |
| D. Nagy Orsolya     | Életre fel! |
| Demcsák Zsuzsa      | Egyenes Beszéd, ATV Start, Start plusz, Reggeli Jam, Cégfejlesztők                                                                   |
| Dévényi István      | ÖT |
| Fiala János         | Civil a pályán |
| Friderikusz Sándor  | Friderikusz most, Friderikusz |
| Gaál Noémi          | Időjárás |
| Gréczy Zsolt        | Fórum |
| György Gabriella    | Heti Napló Fórum |
| Hadas Krisztina     | Heti Napló Fórum |
| Hajdú Péter         | Esti Frizbi |
| Havas Henrik        | Havas a pályán, Civil a pályán, Tabu, Henrik angyalai, A nap híre                                                                    |
| Holló Márta         | ATV Híradó, ATV Start, Start plusz                                                                                                   |
| Horváth Oszkár      | Élőben jófej |
| Ignáth Márk         | ATV Híradó |
| Jaksity Kata        | ATV Híradó |
| Jakupcsek Gabriella | Jakupcsek Night, Jakupcsek Plusz |
| Kálmán Olga         | Egyenes Beszéd |
| Kárász Róbert       | ATV Start, Start plusz |
| Krizsó Szilvia      | Krizshow |
| Lampé Ágnes         | Fórum, Voks 2022, A nap híre, ÖT, maiTÉMA                                                                                            |
| Lutter Imre         | Sorok között Lutter Imrével |
| Mészáros Antónia    | Egyenes Beszéd, ATV Start, Szabad Szemmel                                                                                            |
| Onyutha Judit       | Időjárás |
| Pajor Tamás         | Fórum |
| Puzsér Róbert       | Sznobjektív |
| Sas József          | Sas kabaré |
| Schwajda Gergő      | ATV Híradó, A helyzet |
| Simon András        | A nap híre, ATV Híradó, Doku, Egyenes Beszéd, Csatt, Voks 2022                                                                       |
| Somogyi Zoltán      | Hírvita, A parlament |
| Tatár Csilla        | Mondd el Tatár Csillának! |
| Tokár Tamás         | ATV Start, Start plusz, Cégfejlesztők                                                                                                |
| Tóth Géza           | ATV Híradó |
| Veiszer Alinda      | ATV Start, Start plusz |
| Vicsek Ferenc       | Fórum, Hírvita |
| Vujity Tvrtko       | ATV Start, Start plusz, Egyenes Beszéd                                                                                               |